# ثقافة مومباي

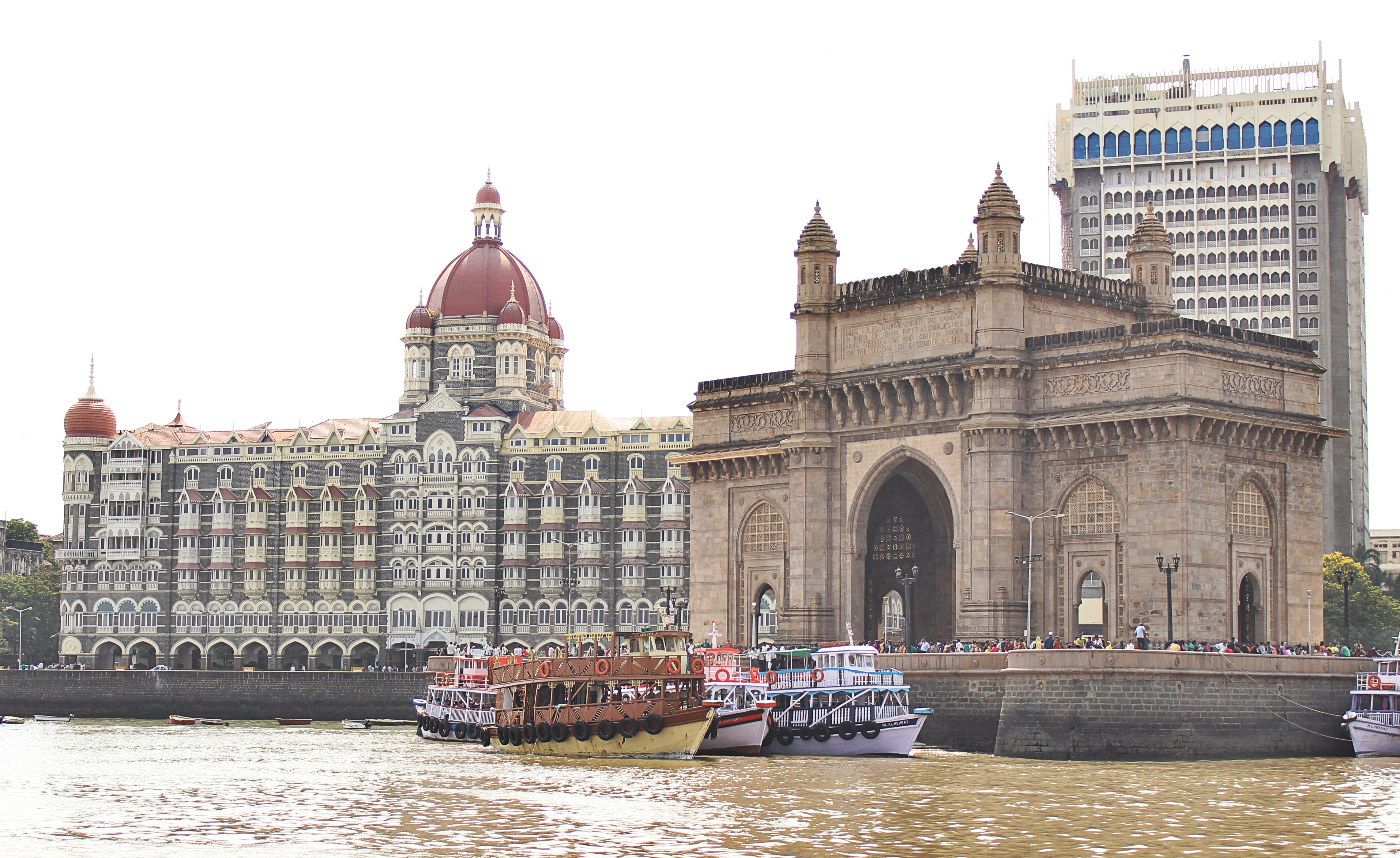
بوابة الهند (الأمامية) وفندق تاج محل بالاس (الخلفي).

يُطلق على مواطني مدينة مومباي اسم مومبايكار. يفضل مواطنو مدينة مومباي العيش بالقرب من محطة السكة الحديد وذلك لسهولة الوصول إلى المدينة. حيث يعيش العديد من سكان هذه المدينة حياة ذات وتيرة متسارعة ولا يُتح لهم الكثير من الوقت لممارسة الأنشطة الأخرى بسبب مقدار الوقت الكبير الذي يقضونه في التنقل اليومي.

## اللغة
اللغة المراثية هي اللغة الرسمية المستخدمة في مومباي.

## الأكلات الشعبية

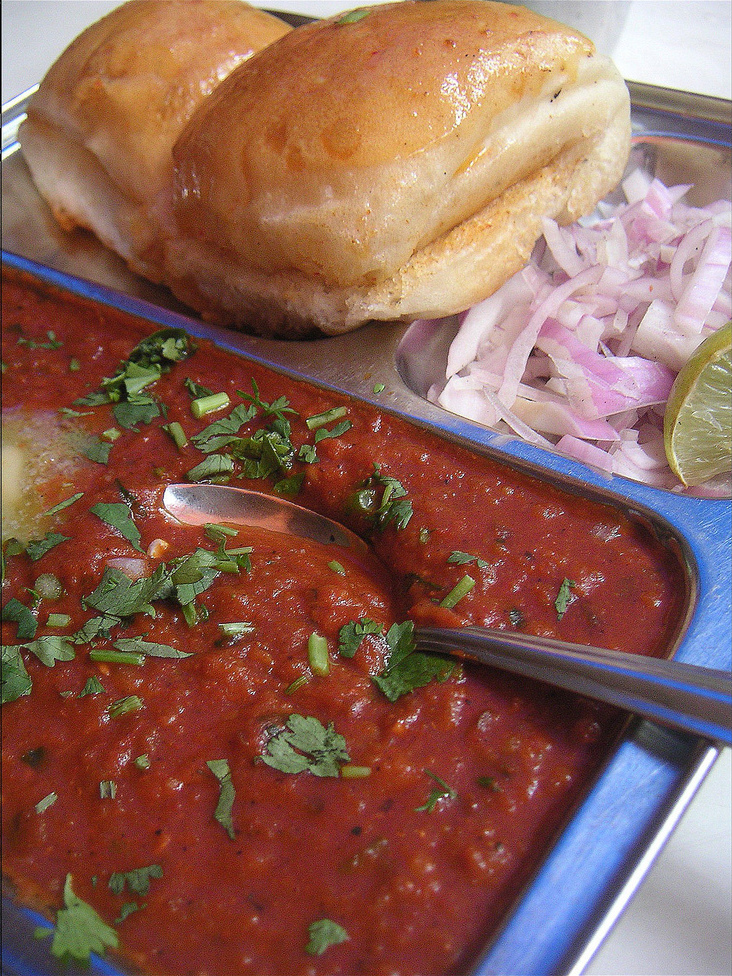
باف بهاجي

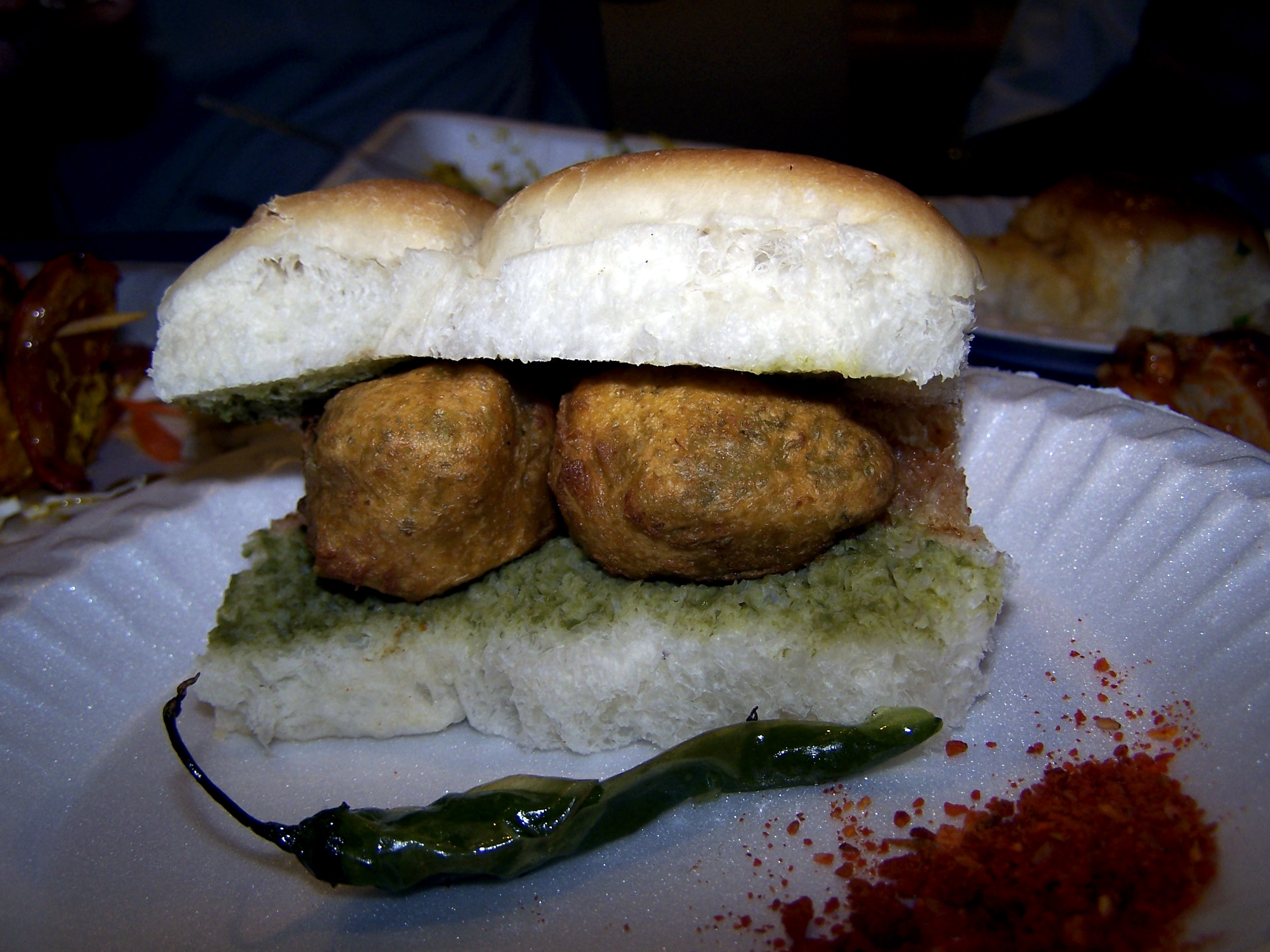
فادا باف

يوجد في المدينة العديد من مطاعم الوجبات السريعة على جانب الطريق مثل باف بهاجي، وفادا باف، ودابيلي، وبانيبوري، وبهلبوري وغيرهم الكثير. كما تحظى الأطعمة الهندية الجنوبية والصينية بشعبية كبيرة في المدينة. كما تحظى المأكولات اللبنانية والكورية والتايلاندية والإيطالية والمكسيكية والمغولية والبنجابية والمالفانية وغيرهم من المأكولات العالمية بشعبية كبيرة في مومباي.

### المتاحف والمعارض الفنية
هناك معرضان للفنون العامة في مومباي، معرض جيهانجير للفنون والمعرض الوطني للفنون الحديثة، بالإضافة إلى متحف في جنوب مومباي. كما تتواجد جمعية آسياتيك في مومباي والتي تعد أقدم مكتبة عامة في المدينة، والتي شُيدت في عام 1833.
هناك العديد من المتاحف في المدينة، بما في ذلك متحف الدكتور بهاو داجي لاد، وقاعة كواسجي جيهانغير، ومتحف شاتراباتي شيفاجي ماهاراج فاستو سانغراهالايا.
تقع المعارض التجارية للفنون بشكل رئيسي في منطقة كولابا وفورت في وسط مومباي. تشمل هذه المناطق طريق شيمولد بريسكوت، بوندول، جيلد، ساكشي، ميرتشانداني+شتاينروك، تشاترجي آند لال، وبروجكت 88.